# Euxoa wagneri
Euxoa wagneri is een vlinder uit de familie uilen (Noctuidae). De wetenschappelijke naam is voor het eerst geldig gepubliceerd in 1926 door Corti.
De soort komt voor in Europa.